# Université calédonienne de Glasgow
L'université calédonienne de Glasgow est une université publique écossaise située à Glasgow.

## Historique
Avec une histoire qui remonte à 1875, l'université a été constituée en 1993 par un acte du parlement qui créa la 3e université de Glasgow, qui devint une des plus grandes universités d’Écosse avec plus de 18 000 étudiants.

## Composantes
L'université est structurée en sept facultés :
- École des environnements naturels et construits
- École de commerce
- École d'ingénierie et d'informatique
- École de santé et d'action sociale
- École des sciences du vivant
- École de droit et de sciences sociales
- École d'infirmière

## Relations internationales
L'université est membre de l’Université de l'Arctique. UArctic est un réseau international d’universités, d’instituts de recherche et d’organisations ayant pour but de promouvoir, coordonner et soutenir la recherche ainsi que l’éducation en régions arctiques.